# Serjania erythrocaulis
Serjania erythrocaulis är en kinesträdsväxtart som beskrevs av Acev.-rodr. & Somner. Serjania erythrocaulis ingår i släktet Serjania och familjen kinesträdsväxter. Inga underarter finns listade i Catalogue of Life.